# Port lotniczy Wagadugu
Port lotniczy Wagadugu – międzynarodowy port lotniczy położony w Wagadugu, stolicy Burkina Faso. Jest największym portem lotniczym w kraju.

## Linie lotnicze i połączenia
| Linia Lotnicza     | Kierunek                                                                                  |
| ------------------ | ----------------------------------------------------------------------------------------- |
| Air Algerie        | 1. Algier                                                                                 |
| Air Burkina        | 1. Abidżan 2. Akra 3. Bamako 4. Bobo-Dioulasso 5. Kotonu 6. Dakar-Diass 7. Lomé 8. Niamey |
| Air Cairo          | 1. Kair 2. Dakar-Diass                                                                    |
| Air Côte d'Ivoire  | 1. Abidżan                                                                                |
| Air France         | 1. Akra (do 1 kwietnia 2024) 2. Paryż-Charles de Gaulle (do 1 kwietnia 2024)              |
| Air Senegal        | 1. Dakar-Diass                                                                            |
| ASKY Airlines      | 1. Konakry 2. Lomé 3. Niamey                                                              |
| Brussels Airlines  | 1. Bruksela                                                                               |
| Ethiopian Airlines | 1. Addis Abeba 2. Konakry 3. Freetown (od 31 maja 2024) 4. Niamey (do 31 maja 2024)       |
| Royal Air Maroc    | 1. Casablanca                                                                             |
| Tunisair           | 1. Abidżan 2. Tunis                                                                       |
| Turkish Airlines   | 1. Konakry 2. Freetown 3. Stambuł                                                         |

### Cargo
| Linia Lotnicza    | Kierunek                                  |
| ----------------- | ----------------------------------------- |
| Air France Cargo  | 1. Paryż-Charles de Gaulle                |
| Cargolux          | 1. Luksemburg                             |
| Emirates SkyCargo | 1. Dakar 2. Dubaj-Al Maktoum 3. Frankfurt |